# Palanca (Luanda)
Palanca é um bairro angolano que se localiza na província de Luanda, pertencente ao município de Quilamba Quiaxi.